# 昆士蘭自由國家黨
昆士兰自由国家党（英語：Liberal National Party of Queensland，缩写为LNP）是澳大利亚昆士兰州的一个中间偏右政党，2008年由原澳大利亚自由党和澳大利亚国家党在昆士兰的分支合并而成，並由勞倫斯·斯普靈博格擔任首任领袖。该党是自由党的完全成员，并在国家党内具有观察员资格。该党参与澳大利亚自由党主导的政党联盟。